# Frits Boterman
Frederik Willem (Frits) Boterman (Amsterdam, 8 januari 1948 – 31 mei 2024) was een Nederlands historicus, vooral bekend om zijn werk over de Duitse geschiedenis en de Duits-Nederlandse betrekkingen.

## Leven en werk
Frits Boterman studeerde in de jaren 1960 geschiedenis aan de Universiteit van Amsterdam en werkte daarna als geschiedenisleraar.
In 1992 promoveerde hij aan de Universiteit van Amsterdam met een proefschrift over de Duitse geschiedsfilosoof, cultuurhistoricus en politieke schrijver Oswald Spengler. Van 1997 tot 2003 was hij bijzonder hoogleraar recente Duitse geschiedenis, met name de Duits-Nederlandse betrekkingen, aan de Rijksuniversiteit Groningen. In zijn inaugurele rede in 1998 sprak hij over het thema "Duitsland als Nederlands probleem: de Duits-Nederlandse betrekkingen tussen openheid en individualiteit".
Vanaf 2003 was hij hoogleraar moderne Duitse geschiedenis vanaf 1750 aan de Universiteit van Amsterdam. In 2013 ging hij met emeritaat.

## Publicaties (selectie)
- Oswald Spengler en „Der Untergang des Abendlandes“. dissertatie. Amsterdam 1992. Van Gorcum, Assen/Maastricht 1992, ISBN 90-232-2695-X.
- Moderne geschiedenis van Duitsland. 1800–1990. De Arbeiderspers, Amsterdam 1996, ISBN 90-295-0302-5.
- met Willem Melching: De Duitse phoenix. Bakker, Amsterdam 1996, ISBN 90-351-1598-8.
- Terug naar Berlijn. De Arbeiderspers, Amsterdam 1999, ISBN 90-295-0357-2.
- met Piet de Rooy: Op de grens van twee culturen. Balans, Amsterdam 1999, ISBN 90-5018-428-6.
- met Marianne Vogel (red.): Nederland en Duitsland in het interbellum. Verloren, Hilversum 2003, ISBN 90-6550-763-9.
- Duitse dichters en denkers. De Arbeiderspers, Amsterdam 2008, ISBN 978-90-295-6670-4.
- met Willem Melching (red.): Het wonder Bondsrepubliek in 20 portretten. Nieuw Amsterdam, Amsterdam 2009, ISBN 978-90-468-0620-3.
- Cultuur als macht. Cultuurgeschiedenis van Duitsland 1800–heden. De Arbeiderspers, Utrecht 2013, ISBN 978-90-295-8603-0 (recensie van Marja Verburg).
- Duitse daders: de Jodenvervolging en de nazificatie van Nederland (1940–1945). De Arbeiderspers, Amsterdam 2015, ISBN 978-90-295-0486-7.
- Tussen utopie en crisis. Nederland in het Interbellum 1918-1940, 2021.